# Xã Independence, Quận Montgomery, Kansas
Xã Independence (tiếng Anh: Independence Township) là một xã thuộc quận Montgomery, tiểu bang Kansas, Hoa Kỳ. Năm 2010, dân số của xã này là 2.430 người.